# Henri Caumont
Pour les articles homonymes, voir Caumont.
Fortunat Henri Caumont, né le 18 décembre 1871 à Tours et mort le 4 avril 1930 à Indore, est un missionnaire capucin français qui fut évêque d'Ajmer au nord des Indes britanniques. Il est le fondateur des servantes du Seigneur d'Ajmer et des sœurs missionnaires d'Ajmer

## Biographie
Henri Caumont est fils et petit-fils de charpentiers tourangeaux. Il entre au noviciat des capucins du Mans, le 15 août 1889, jour de l'Assomption, et prend le nom de religion de Fortunat. Il étudie la philosophie et la théologie chez les capucins missionnaires de Kadıköy (Chalcédoine) dans la banlieue de Constantinople, capitale de l'Empire ottoman. Il est ordonné prêtre à Nantes le 19 décembre 1896.
Il est envoyé aux Indes britanniques par les capucins de la province de Paris à Rajputana, dont il devient le supérieur de la communauté, et préfet apostolique en janvier 1903. La préfecture apostolique de Rajputana est élevée en diocèse, le 22 mai 1913, et il en devient le premier évêque. Il est consacré le 28 octobre suivant par Mgr Gentili O.F.M.Cap., archevêque d'Agra,.
Sous son épiscopat, il fait passer le nombre des postes de mission de dix à vingt-et-un et le nombre de missionnaires de seize à quarante-six, les écoles catholiques de six à cinquante-six. Le nombre d'élèves qui était de 464 en 2013 s'élève à 1 830 en 1930. Les baptisés catholiques qui étaient 3 102 en 1913 passent à 7 464 en 1930, en quatre paroisses. Il s'appuie dans sa mission sur deux congrégations autochtones qu'il fonde pour instruire et soigner la population locale. Ce sont d'une part les servantes du Seigneur d'Ajmer (fondées en 1906) et d'autre part les sœurs missionnaires d'Ajmer, fondées en 1911 avec sa sœur Joséphine Caumont, en religion Mère Marie-Mathilde, des religieuses franciscaines de Sainte Marie des Anges.
Mgr Caumont est l'auteur de plusieurs livres et publications dont Au pays des rajas, les débuts d'une mission, édité à Paris, en 1906 sous le nom d'auteur de R.P. Fortunat de Tours, ainsi qu'un livre de prières en langue locale intitulé Ishprârthnâvali, en 1925.
Il meurt alors qu'il est en visite pastorale à Indore. Il est inhumé dans la cathédrale de l'Immaculée-Conception d'Ajmer sous l'autel du Sacré-Cœur.